# いちごみるく
いちごみるくは日本の男性声優。主にアダルトゲームに出演している。

## 出演作品

### アダルトゲーム
2008年
- オタキバ!（真田清彦）
- 残暑お見舞い申し上げます。（黒部茜[1]）
- 水平線まで何マイル?（上村実[2]）
- スマガ（宮本武）
- ぴこぴこ 〜恋する気持の眠る場所〜（神崎公一郎[3]）
- プリンセスラバー!（根津晴彦[4]）

2009年
- スマガスペシャル（宮本武）
- 夏ノ雨（武田一志）
- すまいるCubic! -水平線まで何マイル?アフター＆アナザーストーリーズ-（上村実[5]）
- 闘神都市III
- ひだまりバスケット（御子柴修[6]）

2010年
- あかときっ!-夢こそまされ恋の魔砲-（神城雄二[7]）
- アザナエル（ユージロー、ロクロー、織田貫太）
- Soranica Ele（印南景一郎[8]）
- はぴ☆さま 〜宮乃森村へようこそ!〜（藤村晴信[9]）
- 普通じゃないッ!!（天童光彦[10]）
- もっと 姉、ちゃんとしようよっ!（橘麒麟児[11]）

2011年
- あかときっ!!-花と舞わせよ恋の衣装-（神城雄二[12]）
- シキガミ（イバラキ[13]）
- つばさの丘の姫王 A red and blue moon -finite loop-（グリム・八角・カペルスウェイト[14]）
- もっと 姉、ちゃんとしようよっ! アフターストーリー（橘麒麟児[15]）
- Worlds and World's end（三村祐二[16]）

2012年
- 初恋1/1（杉山馨[17]）

2013年
- 女王蜂の王房（虚[18]）
- 百花繚乱エリクシル（フロスト・ベルガモット[19]）

2014年
- ジンコウガクエン2（陽）

### ドラマCD
- 南国エクスカーション（まーくん）
- 女王蜂の甘美なる交合（虚[20]））